# Megan Campbell
Megan Campbell (Drogheda, 28 giugno 1993) è una calciatrice irlandese, difensore del London City Lionesses e della nazionale irlandese.

## Palmarès

### Club
- Campionato inglese: 1

Manchester City: 2016
- Campionato irlandese: 1

Raheny United: 2012-2013
- Women's FA Cup: 2

Manchester City: 2017, 2018-2019
- Coppa d'Irlanda femminile: 2

Raheny United: 2012, 2013
- FA Women's Super League Cup: 2

Manchester City: 2014, 2016
- FA Women's League Cup: 1

Manchester City: 2018-2019
- Campionato inglese di seconda divisione: 1

London City Lionesses: 2024-2025